# Valverde del Fresno
Valverde del Fresno (em fala da Estremadura: Valverdi du Fresnu) é um município raiano da Espanha na comarca da Serra de Gata, província de Cáceres, comunidade autónoma da Estremadura, de área 197 km². Em 2021 tinha 2 190 habitantes (densidade: 11,1 hab./km²).
A maior parte da sua população fala um idioma da família galaico-portuguesa, denominado "fala de Xálima" ou "fala da Estremadura". Situa-se muito perto da fronteira com Portugal, na área de Penamacor. É visitada por muitos portugueses dessa região, em virtude da sua proximidade.

## História
Pertenceu a Portugal até ao reajustamento de fronteiras dos séculos XV e XVI, que levou igualmente ao derrube do castelo de Salvaleón, situado na confluência do rio Bazágueda com o rio Erges.
No século XVII os mouriscos são expulsos da vila. Também e como consequência da Guerra da Restauração portuguesa sucedem-se na zona escaramuças com as aldeias do lado português. Tal situação traz consigo uma diminuição da população valverdenha, o surgimento da fome e miséria, a paralisação do desenvolvimento do município e o despovoamento de Salvaleón.
Durante a primeira metade do século XVIII Valverde começa de novo a ressurgir, segundo denotam algumas construções desta época. Não há contudo feitos destacados.
Não se conhece que a Guerra da Independência espanhola, a começos do século XIX tenha produzido atos relevantes em Valverde. No entanto, existe uma lenda de quando os franceses em retirada rumo a Cidade Rodrigo pararam no sítio de "La Fontiña".
No século XX e como consequência da guerra civil, nos primeiros anos da pós-guerra, marcados pela miséria, fomentou-se o contrabando com os portugueses tentando aliviar a fome.

## Economia
A principal fonte económica da zona é o azeite, produzido a partir de azeitonas de boa qualidade. Outras fontes de rendimentos económicos são a criação de gado, a vinha, a indústria madeireira e, em menor escala, mas de forma crescente, o turismo rural. Valverde é pela sua localização e tamanho a povoação com maior concentração de serviços públicos e privados das três que compõem o Vale de Xálima.
Entre os anos 1940 e 1980, Valverde manteve uma importante actividade económica, sempre ligada com o tráfico de de mercadorias com Portugal: o contrabando foi a tábua de salvação para grande parte da população, que se viu obrigada a emigrar para zonas mais prósperas do norte da Espanha, como o País Basco e a Catalunha, assim como para outros países, como França, Suíça e Alemanha.

## Arquitectura
O regresso dos imigrantes, a partir dos anos 80, teve como consequência uma actividade frenética de construção, que se traduziu numa multiplicação relevante e desordenada da superfície urbana e a consequente perda da arquitectura tradicional. A partir dos anos 1990, com os novos acessos, o fenómeno do turismo rural e a diminuição da construção, iniciou-se um tímido processo de regresso às origens arquitectónicas, com um aumento da sensibilidade à estética tradicional da comarca, nem sempre acompanhado pelas instituições públicas em edifícios novos e de grande relevância visual, com a casa do povo ou casa da cultura (eternamente inacabada desde há vários anos), o pavilhão polidesportivo e o centro de saúde.

## Monumentos
A igreja paroquial de Nossa Senhora da Assunção é um dos monumentos mais importantes. Foi concebida por Pedro de Ibarra, um arquitecto, no século XV. A construção encontra-se inacabada, como facilmente se constata, destacando-se a sua torre. Na ornamentação interior, encontramos um retábulo do século XVIII, um pouco deteriorado por retoques pictóricos de data posterior.
A Ermita del Cristo del Humilladero, também conhecida como do "Santo Cristo", encontrando-se no centro da povoação, é um bonito exemplo da arquitectura religiosa do século XVI, que se destaca entre as construções impessoais que a rodeiam. Também foi construída em duas fases, datando a nave do século XVII. No interior, encontra-se um pequeno retábulo de estilo barroco e uma talha gótica de Cristo crucificado.
A Ermita del Espíritu Santo, situada em pleno campo (junto à montanha), é um bom exemplo de arquitectura eremita. É-o tanto pela sua simplicidade como pela paisagem espectacular que a rodeia. A sua localização responde, sem dúvida, a critérios telúricos, míticos e quase mágicos, como acontece com outras construções religiosas de pequena dimensão pertencentes a ordens religiosas, em outros locais da Espanha.

## Demografia
| Variação demográfica do município entre 1991 e 2004 | Variação demográfica do município entre 1991 e 2004 | Variação demográfica do município entre 1991 e 2004 | Variação demográfica do município entre 1991 e 2004 |
| --------------------------------------------------- | --------------------------------------------------- | --------------------------------------------------- | --------------------------------------------------- |
| 1991                                                | 1996                                                | 2001                                                | 2004                                                |
| 2827                                                | 2773                                                | 2516                                                | 2578                                                |